# Castor (Alberta)
Castor è un comune(town) del Canada, situato nella provincia dell'Alberta, nella divisione No. 7.